# Spathius cheops
Spathius cheops är en stekelart som beskrevs av Nixon 1943. Spathius cheops ingår i släktet Spathius och familjen bracksteklar. Inga underarter finns listade i Catalogue of Life.